# Heike Merten-Hommel
Heike Merten-Hommel,  vormals Heike Müller-Merten  (* 27. Juni 1961 in Berlin), ist eine deutsche Dramaturgin, Autorin und Kuratorin. Seit 2022 arbeitet sie als leitende Dramaturgin für Literatur beim Lausitz Festival, einem europäischen Kunstfestival, wo sie Lesungen und Literaturveranstaltungen kuratiert.

## Werdegang
Aufgewachsen in Berlin (Ost) absolvierte sie von 1979 bis 1984 ein Studium der Theaterwissenschaften an der Theaterhochschule „Hans Otto“ Leipzig, das sie mit Diplom abschloss.
1984 begann ihre Arbeit am Staatsschauspiel Dresden unter der Intendanz von Gerhard Wolfram. Ab 1993 wurde Heike Müller-Merten unter der Intendanz von Dieter Görne Chefdramaturgin am Staatsschauspiel Dresden und blieb bis 2003 in dieser Funktion. Zusammenarbeit u. a. mit den Regisseuren Markus Dietz, Wolfgang Engel, Tilman Gersch, Bernarda Horres, Valentin Jeker, Johann Kresnik, Irmgard Lange, Volker Lösch, Michael Thalheimer, B.K.Tragelehn, Hasko Weber und Tobias Wellemeyer.
Von 2005 bis 2008 folgte sie dem Ruf des Intendanten Wolfgang Engel als Chefdramaturgin und stellvertretende Intendantin für den künstlerischen Geschäftsbereich an das Schauspiel Leipzig. Zusammenarbeit u. a. mit Karin Henkel und Deborah Epstein.
Ab Herbst 2010 ging sie für drei Jahre als Dramaturgin und Mitglied der Theaterleitung in das Team von Barbara Mundel ans Theater Freiburg. Künstlerische Zusammenarbeit u. a. mit Klaus Gehre, Viola Hasselberg, Thomas Krupa, Walter Meierjohann, Frank Oberhäußer und Robert Schuster.
Von 2013 bis 2020 lebte sie in Österreich, war 2013 bis 2015 Chefdramaturgin am Schauspielhaus Graz bei Intendantin Anna Badora und folgte ihr von 2015 bis 2020 als leitende und geschäftsführende Dramaturgin ans Volkstheater Wien. Hier unterhielt sie Arbeitspartnerschaften u. a. mit dem dänisch-österreichischen Performance-Team SIGNA (Kooperation Wiener Festwochen), mit den Regisseuren Alexander Charim, Armin Petras, Christina Rast, Michael Simon, Barbara Wysocka und dem Regisseur und Puppenspieler Nikolaus Habjan. Kooperations- und Netzwerkarbeit innerhalb der Kulturstädte und Austausch mit internationalen Partnern und Institutionen waren Programm.
Während ihrer Laufbahn übernahm Heike Müller-Merten Tätigkeiten in Jurys, beim UAT Dresden (Uraufführungstheater Dresden) in Zusammenarbeit mit Oliver Bukowski in der Jury zum Lessing-Preis des Freistaates Sachsen, in der Preisjury für den Mülheimer Dramatikerpreis sowie zum Dramatikerstipendium der Literar-Mechana in Wien.
Sie unterrichtete u. a. an der Hochschule für Musik und Theater „Felix Mendelssohn Bartholdy“ Leipzig (2006 bis 2008), an der Akademie für Darstellende Kunst Baden-Württemberg Ludwigsburg (2009 bis 2010) und an der Karl-Franzens-Universität Graz (2013 bis 2015), mit dem Schwerpunkt Geschichte des Theaters und Dramaturgie. 

## Veröffentlichungen (Auswahl)
- Die Hillersche Villa. Ein Haus und seine Bewohner. Görlitz 2011. Mit einem Essay von Anne Frommann. Das Buch untersucht die wechselvolle Geschichte des 20. Jahrhunderts in der Stadt Zittau anhand der Industriellenfamilie Gustav Hiller und ihrer Erben, ISBN 978-3-938583-68-5
- Wege in die Freiheit. Geschichte der Friedlichen Revolution. Dresden 2009. Gedenkstelen im Dresdner Stadtraum. Text und Redaktion, im Auftrag des Sächsischen Landesbeauftragten für die Stasi-Unterlagen in Kooperation mit der Konrad-Adenauer-Stiftung.
- Alles auf Hoffnung – Geschichte im Klassenzimmer. Performance zum Herbst 1989. Textfassung. Dresden 2009. Im Auftrag des Sächsischen Landesbeauftragten für die Stasi-Unterlagen.[1]
- Die Kunst des Handwerks – 19 Porträts aus der Oberlausitz. Bildband mit Fotos von Rafael Sampedro und Texten von Heike Merten-Hommel. Mit Meistern ihres Handwerks im Gespräch über Arbeit und Leben entwickelt die Autorin ein Bild von der im Wandel begriffenen östlichsten Region Deutschlands. Zittau 2022, ISBN 978-3-946795-70-4

Zahlreiche Bühnenbearbeitungen und Adaptionen u. a.
- Daniel Stein. Theaterstück[2] nach dem Roman von Ljudmila Ulitzkaja, Henschel Schauspiel,[3] UA der Fassung 2013 in Freiburg.
- Der Marienthaler Dachs.[4] Bühnenfassung nach der Textinstallation von Ulf Schmidt, gemeinsam mit Volker Lösch. UA 2015 am Volkstheater Wien.
- Wer hat meinen Vater umgebracht.[5] Bühnenfassung unter Verwendung von Motiven aus dem Buch „Das Ende von Eddy“ von Édouard Louis, gemeinsam mit Christina Rast. UA 2019 am Volkstheater Wien.
- Opernball.[6] Bühnenfassung[7] nach dem gleichnamigen Roman von Josef Haslinger, gemeinsam mit Alexander Charim, UA 2019 am Volkstheater Wien.

- Artikel und Essays in diversen Fachzeitschriften (u. a. Theater heute,[8] Theater der Zeit,[9] Spectaculum Moderne Theaterstücke Suhrkamp Verlag, Dresdner Hefte)[10] und anderen Medien.

## Kuratorin
- Kuratorin des Rahmenprogramms der Wiesbadener Biennale „Neue Stücke aus Europa“ 2010.
- Kuratorin und Moderatorin zahlreicher Veranstaltungen bzw. Veranstaltungsreihen an diversen Theaterhäusern, u. a. Expertennachgespräche zu gesellschafts- oder kulturpolitischen Themen.
- Den in Wien lebenden Autor und Publizisten Ilija Trojanow unterstützte sie 2016 bis 2020 bei dem Format Trojanow trifft, Rote Bar des Volkstheaters Wien.[11][12]